# Pascal Cervo
Pour les articles homonymes, voir Cervo.
Pascal Cervo est un acteur et réalisateur français, né le 16 juillet 1977.

## Biographie
Pascal Cervo est né et a grandi en banlieue parisienne. Il fait ses débuts au théâtre avec la compagnie de théâtre amateur Fantasio à Soisy-sur-Seine.
Révélé au cinéma par Les Amoureux (1994) de Catherine Corsini (avec Nathalie Richard), après avoir été repéré à 15 ans lors d'un casting sauvage, il tourne dans les deux téléfilms suivants de la réalisatrice : Jeunesse sans dieu et Denis dans lequel il joue Denis, un lycéen amoureux d'une femme mariée (Dominique Reymond). Entre-temps, il tourne aux côtés d'Elodie Bouchez et de Stéphane Rideau dans À toute vitesse, premier long métrage de Gaël Morel.
Plus qu'hier, moins que demain, sorti en 1999, marque le début d'une collaboration avec Laurent Achard. Elle se poursuit avec Le Dernier des fous(Prix de la mise en scène au Festival de Locarno 2006) dans lequel Pascal Cervo interprète Didier, le grand frère poète et alcoolique du jeune Martin, puis avec Dernière Séance (Prix du meilleur film français au Festival du film de Belfort 2011) dans lequel il incarne Sylvain, projectionniste d'un cinéma condamné à la fermeture. Dans Le Tableau, moyen métrage réalisé par Laurent Achard en 2013, il est Loïc, l'élève peintre d'Odile. Il apparaît aussi dans Un, parfois deux, portrait de Paul Vecchiali par Laurent Achard dans le cadre de la collection Cinéastes de notre temps.
En 2012, il tourne dans Faux Accords de Paul Vecchiali. Il retrouve le cinéaste l'année suivante pour Nuits blanches sur la jetée (Prix de la critique indépendante et Prix du meilleur réalisateur au festival de Locarno 2014), adaptation d'une nouvelle de Dostoïevski, puis pour C'est l'amour, Le Cancre (séance spéciale sélection officielle – Festival de Cannes 2016), Les Sept Déserteurs, Train de vies et Bonjour la langue.
En 2015, il tourne dans Jours de France, premier long métrage de Jérôme Reybaud, dans lequel il interprète Pierre qui, après avoir quitté son compagnon Paul (Arthur Igual) parcourt la France au hasard des rencontres.
Au cinéma, il travaille aussi avec Hélène Angel (Peau d'homme cœur de bête, Léopard d'or au festival de Locarno 1999), Jean-Claude Biette, Pierre Léon, Élise Girard, Robert Guédiguian, Yolande Zauberman, Louis Skorecki et Christophe Honoré.
Au théâtre, il suit l’enseignement de Marc Adjadj et joue notamment sous la direction de Maurice Bénichou (Dom Juan, Knock) et d'Arthur Nauzyciel. En mars 2014, il joue dans la première pièce de Valérie Mréjen, Trois hommes verts, au côté d'Adèle Haenel, Gaëtan Vourc’h et Marie Losier, au théâtre de Gennevilliers. La pièce, reprise au Centre Dramatique National Orléans/Loiret/Centre, au Centre Pompidou à Paris et au festival Automne en Normandie, fait l'objet d'une nouvelle création en 2021 au Théâtre national de Bretagne.
En 2008, Pascal Cervo réalise Valérie n’est plus ici, court métrage pour lequel Michèle Moretti reçoit le prix d’interprétation féminine au festival Côté court de Pantin. Il réalise Monsieur Lapin en 2013. Hugues, son troisième court métrage, est récompensé par le Grand prix fiction et le prix d'interprétation masculine pour Arnaud Simon au festival Côté court de Pantin 2017. Une habitude de jeune homme, son quatrième court métrage, est sélectionné au festival Côté court de Pantin et au festival du cinéma de Brive (rencontres internationales du moyen métrage).

## Filmographie

### Acteur

#### Cinéma

##### Longs métrages
- 1993 : Les Amoureux de Catherine Corsini : Marc[12]
- 1995 : À toute vitesse de Gaël Morel : Quentin
- 1997 : Plus qu'hier moins que demain de Laurent Achard : Bernard
- 1998 : Prague vu par... de Petr Václav
- 1999 : The Girl de Sande Zeig : le réceptionniste
- 1999 : Peau d'homme, cœur de bête d'Hélène Angel : Alex
- 2002 : La Guerre à Paris de Yolande Zauberman ; l’inspecteur Combes
- 2003 : Elle est des nôtres de Siegrid Alnoy : le policier à l'accueil
- 2003 : Saltimbank de Jean-Claude Biette : Félix
- 2006 : Le Dernier des fous de Laurent Achard : Didier, le frère
- 2008 : Lady Jane de Robert Guédiguian : le lieutenant
- 2009 : L'Armée du crime de Robert Guédiguian : Bourlier
- 2011 : À moi seule de Frédéric Videau : le médecin de garde
- 2011 : En ville de Valérie Mréjen et Bertrand Schefer : l'ami de passage
- 2011 : Dernière Séance de Laurent Achard : Sylvain[12]
- 2013 : Biette de Pierre Léon
- 2013 : Faux Accords de Paul Vecchiali ; l'homme 1
- 2013 : Fever de Raphaël Neal : Sacha
- 2014 : Nuits blanches sur la jetée de Paul Vecchiali : Fédor[12]
- 2015 : C'est l'amour de Paul Vecchiali : Daniel Tonnaire
- 2015 : Le Juif de Lascaux de Louis Skorecki
- 2015 : Deux Rémi, deux de Pierre Léon : Rémi Pardon[13]
- 2016 : Le Cancre de Paul Vecchiali : Laurent
- 2016 : Jours de France de Jérôme Reybaud : Pierre Thomas
- 2017 : Drôles d'oiseaux d'Élise Girard : Roman
- 2017 : Les Sept Déserteurs ou la Guerre en vrac de Paul Vecchiali : Simon[14]
- 2018 : Train de vies ou les Voyages d'Angélique de Paul Vecchiali : Olivier Lemoine
- 2018 : L'Amour debout de Michaël Dacheux : Jérôme
- 2018 : Porte sans clef de Pascale Bodet
- 2022 : Le Lycéen de Christophe Honoré : le père Benoît
- 2022 : Bonjour la langue de Paul Vecchiali : Jean-Luc
- 2024 : Les Fantômes de Jonathan Millet

##### Courts métrages
- 1998 : Coup de lune d'Emmanuel Hamon
- 1999 : Apesanteurs de Valérie Gaudissart
- 2001 : Verte de Christophe Monier
- 2006 : Histoire naturelle d’Ysé Tran
- 2008 : Sans Howard de Ricardo Munoz : François
- 2009 : French Courvoisier de Valérie Mréjen
- 2013 : Malfaisant d'Alexia Walther et Maxime Matray
- 2013 : Le Tableau de Laurent Achard : Loïc
- 2014 : Just Married de Paul Vecchiali
- 2014 : Prendre l'air de Nicolas Leclère
- 2014 : La Cérémonie de Paul Vecchiali
- 2014 : Première d'Aurélien Peilloux : Mathieu
- 2016 : Enfant chéri de Valérie Mréjen et Bertrand Schefer : Axel, le fils[15]
- 2017 : Dernières Nouvelles du monde de François Prodromidès : le messager
- 2022 : Danika, Lord of Dawa de Simon P.R. Bewick
- 2023 : A l'abri de Nicolas Lincy : Raphaël
- 2024 : Joana dans l'univers de Jonathan Millet : Pascal[16]

#### Télévision
- 1996 : Jeunesse sans dieu de Catherine Corsini : Borchert
- 1997 : Denis de Catherine Corsini : Denis
- 2000 : La Bicyclette bleue de Thierry Binisti : Loïc
- 2010 : 4 garçons dans la nuit d'Edwin Baily : Thomas Vernet
- 2010 : Biette intermezzo, documentaire de Pierre Léon
- 2016 : Un, parfois deux, documentaire de Laurent Achard à propos du cinéma de Paul Vecchiali[17]

#### Doublage et narration
- 2009 : Regarder Oana (court métrage d'animation) de Sébastien Laudenbach
- 2017 : Clémence et Ferdinand de Florence Mauro : le narrateur
- 2018 : Clemenceau dans le jardin de Monet de François Prodromidès : le narrateur
- 2020 : Chagall entre deux mondes de Laurence Jourdan : le narrateur

### Réalisateur

#### Courts métrages
- 2009 : Valérie n'est plus ici
- 2013 : Monsieur Lapin[18]
- 2017 : Hugues[19],[20]
- 2019 : Une habitude de jeune homme[21]

## Théâtre
- 2002 : Knock ou le Triomphe de la médecine de Jules Romains, mise en scène Maurice Bénichou, théâtre de l'Athénée Louis-Jouvet, théâtre des Célestins, théâtre national de Nice, théâtre du Gymnase (Marseille)
- 2003 : Knock ou le Triomphe de la médecine de Jules Romains, mise en scène Maurice Bénichou, théâtre Antoine
- 2014 : Trois Hommes verts, mise en scène Valérie Mréjen, théâtre de Gennevilliers, centre Pompidou, centre national de création d'Orléans, théâtre de la Commune (Aubervilliers), Espaces pluriels (Pau)
- 2018 : La Dame aux camélias d'après Alexandre Dumas, mise en scène Arthur Nauzyciel, théâtre national de Bretagne, Les Gémeaux, théâtre national de Strasbourg, Comédie de Reims, Le Parvis scène national Tarbes, La Criée (Marseille), théâtre de Vidy (Lausanne), théâtre national du Luxembourg
- 2021: Trois Hommes vertes, nouvelle création, mise en scène Valérie Mréjen, théâtre Paris-Villette, théâtre national de Bretagne
- 2023 : Proches de et mis en scène par Laurent Mauvignier, théâtre national de la Colline, théâtre du Bois de l’Aune (Aix en Provence), Le Trident (Cherbourg)

## Distinctions

### Récompenses
- Festival des créations télévisuelles de Luchon 2010 : prix d'interprétation masculine pour 4 garçons dans la nuit, partagé avec Julien Baumgartner, Dimitri Storoge et Antoine Hamel
- Festival Côté court de Pantin 2017 : grand prix Fiction pour Hugues